# Пучиле
Пучиле (серб. Пучиле) —  населённый пункт (село) в общине Биелина, который принадлежит энтитету Республике Сербской, Босния и Герцеговина. Расположен в 4 км к югу от центра города Биелина и в 1 км к западу от посёлка Патковача.

## Население
Численность населения села Пучиле по переписи 2013 года составила 2 221 человек.
Этнический состав населения населённого пункта по данным переписи 1991 года:
- сербы — 728 (94,66 %),
- боснийские мусульмане — 19 (2,47 %),
- хорваты — 4 (0,52 %),
- югославы — 15 (1,95 %),
- прочие — 3 (0,39 %),
- всего — 769.